# Guembelia fontinaloides
Guembelia fontinaloides là một loài Rêu trong họ Grimmiaceae. Loài này được (Hedw.) Müll. Hal. mô tả khoa học đầu tiên năm 1851.